# Museo de instrumentos musicales de la Academia Nacional de Santa Cecilia
El Museo de los instrumentos musicales de la Academia nacional de Santa Cecilia (en italiano: Museo degli strumenti musicali dell'Accademia nazionale di Santa Cecilia - MUSA) es un museo que alberga la colección de instrumentos musicales de la Academia Nacional de Santa Cecilia. Su nueva sede, en el Auditorio Parco de la Música de Roma, fue diseñada por el arquitecto Renzo Piano e inaugurada en febrero de 2008.

## Historia
El museo fue fundado en 1895 con la denominación de Museo Instrumental Antiguo y Moderno de la Academia. La institución tenía como propósito poder ofrecer una amplia visión general de los diversos tipos de instrumentos de la tradición musical popular y culta.
Sus orígenes se remontan al concierto histórico promovido por la Sociedad Musical Romana en mayo de 1889, durante el cual se tocaron instrumentos antiguos. Cinco de ellos fueron donados a la Academia y se exhiben en el Museo.

## Colección
En la galería de exposiciones se pueden ver unos 130 instrumentos y una cincuentena de accesorios de luteria que forman parte del taller a la vista donde trabajan los luthieres responsables de la conservación de la colección. Se encuentra distribuido en una sala de exposición permanente, una sala para exposiciones temporales, una sala para conferencias, una sala didáctica y un taller de restauración.
El recorrido incluye los instrumentos de cuerdas, de cuerda y de arco, de viento, las arpas, liras y salterios, y además los instrumentos de teclado. Entre los instrumentos más importantes de la colección se encuentra el violín conocido como "Toscano" fabricado por Antonio Stradivari en 1690 junto con otros cuatro instrumentos que forman el denominado "quinteto Mediceo", creado especialmente para el gran príncipe Ferdando de Médici También se encuentra la viola de David Tecchler, un lutier de origen alemán que trabajó a Roma en la primera mitad del siglo XVIII, construyendo algunos de los mejores instrumentos de la época. Es obra suya una de las mandolinas que forman parte de la colección privada de instrumentos de la reina Margarita Teresa de Saboya, que esta legó a la Academia.
Otros instrumentos singulares son los laúdes de arco que datan del siglo XVI y la espineta flamenca de 1623. 
Cuenta con una sección etnográfica donde se presentan instrumentos provenientes del centro y sur de Italia, Europa continental, África central, Medio Oriente y el Lejano Oriente, que son de particular interés.
Existe un recorrido sonoro donde es posible escuchar una veintena de ejemplos del sonido de los instrumentos expuestos gracias a los ordenadores de bolsillo que se alquilan en la librería del museo.